# ゴッド・アーミー 聖戦
『ゴッド・アーミー 聖戦』（ - せいせん、原題：The Prophecy 3: The Ascent）は、パトリック・ルシエ監督のオカルト・ホラー映画。前作同様にビデオ映画である。
日本では『ゴッド・アーミー III』のタイトルで劇場公開。

## 概要
ゴッド・アーミー3作目。監督は「ドラキュリア」などを手掛けるパトリック・ルシエが担当。
前2作と大きく変化した点は前作の最後に人間に堕とされたガブリエルが人間側についた事（正確にはダニュエルを見守る存在）。また今回は主役でありながら第三者的な存在が大きい。
他のキャストには前作に引き続いてジェニファー・ビールスがヴァレリーを演じているが、オープニングだけの出演に留まっている。また1作目に登場したキャラクターも多少登場し同一人物が演じている。新しいキャラクターには『チャイルド・プレイ』のチャッキーで有名なブラッド・ドゥーリフが盲目の狂信者として短時間だが出演している。またウォーケン同様にヨゼフとしてスティーヴ・ハイトナーが3作連続で出演している。
シリーズの中でもアクション色が強い作品となっている。今作でも"天使座り"は健在。

## ストーリー
ある日の夜、ヴァレリー・ロザレスという女性の家が放火された。彼女は自分の息子を守りながら焼かれ、息絶えた。しかし彼女の亡骸の腕の中には、守ったはずの子供の姿は無かった。
それから数年が過ぎたある日、若い青年により神を否定する内容の演説が行われていた。そこに一人の黒いコートの男がやってきた。服も髪も小汚く、乗ってきた車も廃車寸前である。男は青年を見つめ演説を聞いている。コートの男がまわりを見回した時、他の者とは違い不快そうな表情を浮かべたサングラスの男に気づく。演説が盛り上がり、青年が「神は我々を無視している」と説いたその時、そのサングラスの男が青年に向け銃を発砲する。何発もの銃弾を受け倒れる青年。パニックになっている群集の中、青年に駆け寄るガールフレンド。黒いコートの男はその姿を見つめている。彼女は助けを求めるが、男はただ見つめる事しかできなかった。
その夜、一人の男が現れた。首には不思議な刻印があり、眼球が無い。しかし彼が瞳を閉じ、開けた時にはそれは存在していた。彼は警察署に向かう。
警察署では検死官のヨゼフが演説の青年の遺体を調べていた。青年の名は「ダニュエル・ロザレス」、そして母親の名は「ヴァレリー・ロザレス」。それを知り、ヨゼフは再び悪夢が繰り返される事を感じた。一方その頃、演説集会に来ていた黒コートの男は事情聴取を受けていた。彼の免許証にはガブリエルという名前があるだけで、生年月日の記載すらなかった。だが男は自分は世間を広く知っている年齢であると主張し、刑事の子供の頃のあだ名まで言い当てた。「ガブリエル」、彼はかつて人間を愛する神に嫉妬し、天国に対し戦争を起こし、そして神により人間に堕とされた大天使だった。
その頃、遺体安置所では悪夢から目覚めたダニュエルが蘇生していた……。

## キャスト
| 役名                   | 俳優                       | 日本語吹替 |
| ---------------------- | -------------------------- | ---------- |
| ガブリエル             | クリストファー・ウォーケン | 田中正彦   |
| ゾフィエル“ジョーンズ” | ヴィンセント・スパーノ     | 隈本吉成   |
| ダニュエル             | デイヴ・バゾッタ           | 杉山紀彰   |
| マギー                 | ケイレン・アン・バトラー   |            |
| ヨゼフ                 | スティーヴ・ハイトナー     | 高嶺 巌    |
| 熱狂者                 | ブラッド・ドゥーリフ       |            |
| ピリエル               | スコット・クレヴァードン   |            |
| 天使の声               | トム・ケイン               |            |